# Fredholm (månekrater)
 For alternative betydninger, se Fredholm. (Se også artikler, som begynder med Fredholm)
Fredholm er et lille nedslagskrater på Månen. Det befinder sig i det stærkt ujævne terræn vest for Mare Crisium på Månens forside og er opkaldt efter den svenske matematiker Erik I. Fredholm (1866 – 1927).
Navnet blev officielt tildelt af den Internationale Astronomiske Union (IAU) i 1976. 
Før det blev omdøbt af IAU, hed dette krater "Macrobius D".

## Omgivelser
Fredholmkrateret ligger midtvejs mellem det fremtrædende Macrobiuskrater mod nord og Procluskrateret næsten stik syd.

## Karakteristika
Dette er et cirkulært og symmetrisk krater med et skålformet indre. Den lille kraterbund i midten, som indersiden af kratervæggene skråner ned mod, udgør mindre end en fjerdedel af kraterets samlede diameter. Næsten forbundet med den nordlige rand ligger det mindre "Macrobius E".